# IPTV
IPTV neboli televize přes internetový protokol je systém, kde jsou služby digitální televize šířeny prostřednictvím IP protokolu přes počítačové sítě, což může být součástí dodávky širokopásmového připojení. Použití technologií pro počítačové sítě je hlavní rozdíl IPTV od klasického plošného nebo kabelového vysílání.
Pro domácí uživatele je IPTV často poskytována v souvislosti s Video on Demand (VoD). Obchodní spojení IPTV, VoIP a přístupu k Internetu je označováno jako služba Triple Play (se současným mobilním přístupem pak Quadruple Play). IPTV je často dodávána v uzavřené síťové infrastruktuře nebo firemní LAN na rozdíl od internetové televize (tzv. webcasting, streaming).

## Architektura IPTV
Vysílání IPTV má 2 hlavní formy architektury: volné a s poplatkem. V červnu 2006 bylo k dispozici 1300 volně přístupných IPTV kanálů. Tento sektor je rychle rostoucí a hlavní celosvětové televizní vysílače přenášejí jejich vysílací signál přes internet. Tyto volně dostupné IPTV kanály vyžadují ke sledování IPTV vysílání pouze internetové připojení a zařízení umožňující připojení k internetu. Použít lze zařízení jako je osobní počítač, HDTV připojenou k počítači nebo dokonce 3G mobilní telefon.
V prosinci 2005 se nezávisle vytvořená mariposaHD stala prvním originálním IPTV vysíláním dostupným v HDTV formátu. Různé webové portály nabízejí přístup k těmto volně přístupným IPTV kanálům. Některé uvádějí sponzorovanou dostupnost televizních seriálů jako např. Ztraceni a Zoufalé manželky jako indikátory toho, že se IPTV stává stále rozšířenější.
Protože IPTV využívá standardních síťových protokolů, slibuje nižší náklady pro operátory a nižší ceny pro uživatele. Používání set-top boxů s širokopásmovým připojením k internetu umožňuje dělení videa do domácností efektivněji než běžný koaxiální kabel. ISP aktualizují své sítě, aby přinesly vyšší rychlosti a aby poskytovaly HDTV kanály.
IPTV využívá obousměrný digitální vysílací signál posílaný přes přepínanou telefonní nebo kabelovou síť prostřednictvím širokopásmového připojení a set-top boxu naprogramovaného tak, že může zpracovat divákovy požadavky na přístup k mnoha dostupným médiím.

## Protokoly
IPTV pokrývá obojí - živé televizní vysílání stejně dobře jako uložené video (Video on Demand, video na vyžádání). Přehrávání z IPTV vyžaduje buď osobní počítač nebo set-top box připojený k TV. Video obsah je většinou komprimovaný za použití buď MPEG-2 nebo MPEG-4 kodeku. Takto předzpracovaný obsah je potom posílán pomocí MPEG transportního tokového protokolu přes IP multicast v případě standardně vysílané televize (tj. vysílání více divákům současně) nebo přes IP Unicast v případě Video on Demand.
Pro zpracování obrazu se stále více využívá nově vydaný (MPEG-4) H.264 kodek, který tak nahrazuje starší MPEG-2 kodek.
Na úrovni síťové vrstvy se pak typicky používá IP multicast za pomoci standardního IGMP protokolu v případě standardního televizního vysílání. Pro video na požádání pak protokol RTSP.

## Výhody
Založení na IP platformě nabízí podstatné výhody, zahrnující schopnost spojit televizi s dalšími IP založenými službami jako jsou vysokorychlostní internet a VoIP (Voice over IP, hlasové služby přes IP). Celistvost těchto služeb muže znamenat pro ISP tolik tíženou výhodu před konkurencí.

### Interaktivita
Založení na IP platformě také umožňuje udělat zážitky ze sledování TV interaktivnější a osobnější. Dodavatel může např. zahrnout interaktivního programového průvodce, který divákovi pro jeho spokojenost dovolí vybrat film podle názvu nebo jména herce, nebo funkci obraz v obraze, která mu dovolí přepínat kanály bez opuštění programu, který sleduje. Diváci mohou být schopni vyhledat statistiku hráče zatímco sledují sportovní přenos, nebo ovládat zaměření kamery.

### VoD
VoD je zkratkou pro Video on Demand (video na požádání). VoD povoluje spotřebiteli prohlížet online programy nebo katalogy filmů, dívat se na trailery (ukázky) a posléze si vybrat označený záznam pro přehrání. Přehrávání vybraného filmu začne téměř okamžitě na počítači nebo TV klienta.
Technicky, když spotřebitel vybere film, individuální (unicast) připojení je nastaveno mezi dekodérem spotřebitele (Set-top box nebo PC) a dodávajícím streamovacím serverem. Signalizace pro pauzu, zpomalené nebo zrychlené záběry je zajištěna pomocí RTSP (Real Time Streaming Protocol).
Nejběžnější kodeky používané pro VoD jsou MPEG-2, MPEG-4 a VC-1.